# الدين في الإمارات
الديانات في الإمارات العربية المتحدة (إحصاء 2022)

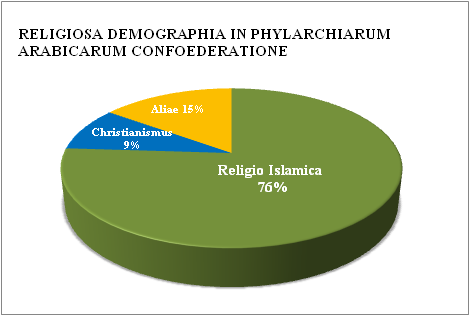
إحصاء الديانات في الإمارات في 2014

الإسلام هو الدين الرسمي ودين الأغلبية في دولة الإمارات العربية المتحدة، حيث يدين به ما يقرب من 76٪ من السكان. تلتزم عائلات آل نهيان وآل مكتوم الحاكمة بالإسلام السني على المذهب المالكي. يتواجد العديد من أتباع المذهب الحنبلي في الشارقة وأم القيوين ورأس الخيمة وعجمان. ومن بين أتباعهم عائلة القواسم الحاكمة. يمارس الوافدين من غير المواطنين ديانات أخرى ممثلة في البلاد بما في ذلك المسيحية والهندوسية والبوذية واليهودية والسيخية.

## الديانات

### الإسلام
يعتنق الإسلام الأغلبية من سكان الإمارات وعدد معتنقيه 3504000 نسمة تقريبا. ونسبة الإسلام في الإمارات 76% أغلبيتهم من أهل السنة و الجماعة يتبعون المذهب المالكي، بجانب أقلية شيعة.

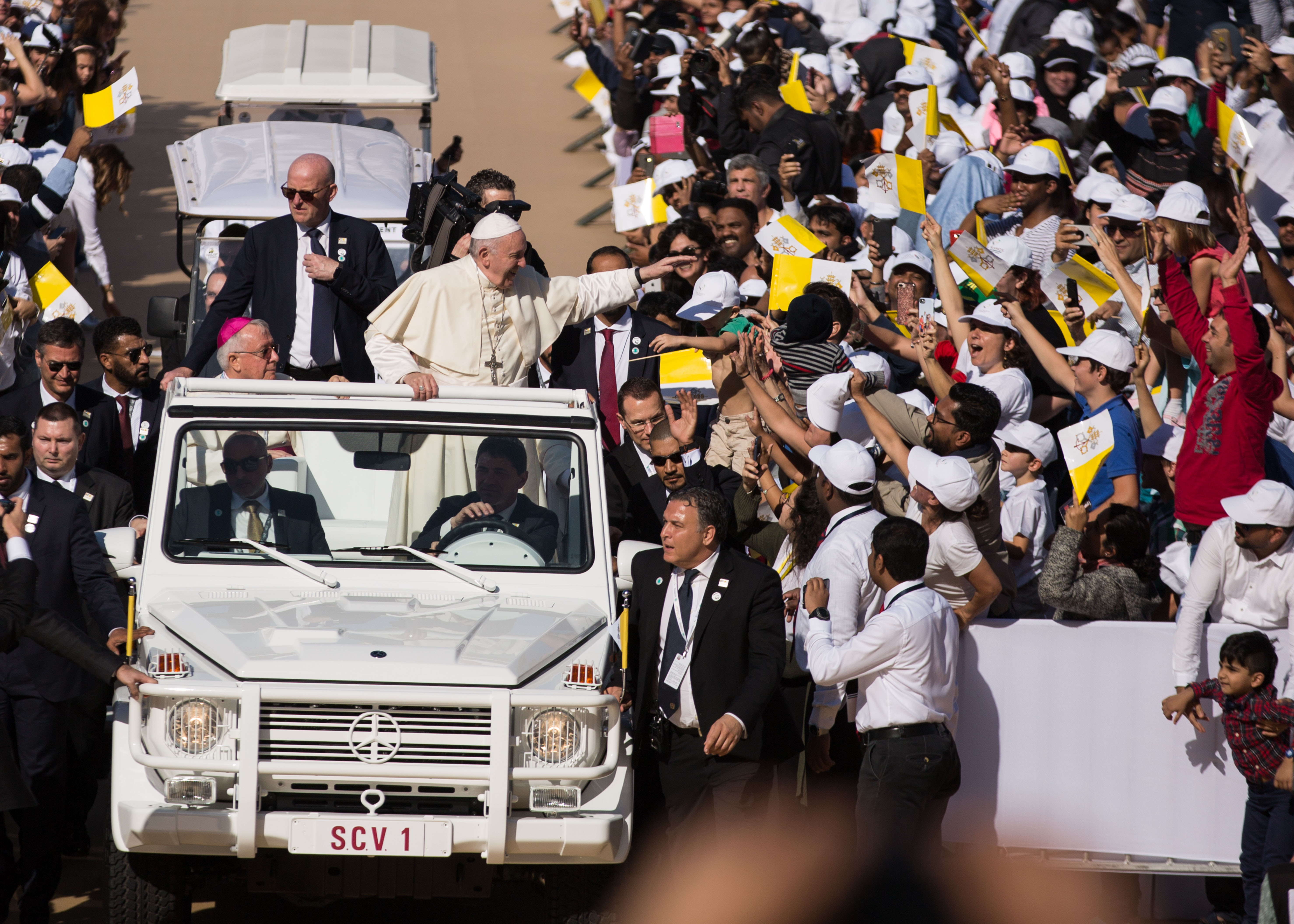
البابا فرنسيس يحيي الجموع في أبو ظبي

### المسيحية
يعتنق المسيحية أقلية من سكان الإمارات و عددهم يصل إلى 500 ألف، بنسبة 9% ينقسمون إلى 3 طوائف هي الكاثوليكية والبروتستانتية والأرثوذكسية.وتتواجد الكنائس في الإمارات في مدينة أبو ظبي والشارقة ودبي والعين .وفي فبراير 2019، توجه البابا فرنسيس، بابا الكنيسة الكاثوليكية إلى دولة الإمارات،بعد تلقيه دعوة من الشيخ محمد بن زايد آل نهيان، ولي عهد أبوظبي. وقد مثّلت الزيارة البابوية الأولى إلى شبه الجزيرة العربية.

### الهندوسية
يعتنق الهندوسية أقلية من سكان الإمارات و عددهم مليون، تصل نسبتهم إلى 8%.وفي عام 2022 تم افتتاح أول معبد هندوسي في الإمارات العربية المتحدة بإمارة دبي 
وهناك ديانات أخرى عدد معتنقينها قليل جداً في الإمارات و هي السيخية والبوذية والبهائية واليهودية.

### الجاينية
بلغ عدد معتنقي الديانة الجاينية 10000 (بحسب احصائيات أجريت عام 2012). وقد تم إنشاء معبد درسار في بر دبي لخدمة الغالبية العظمى من متبعي هذه الديانة،

## رأي الحكومة و الدستور
ينص الدستور على حرية الدين وفقاً للعادات المتبعة وتحترم الحكومة بشكل عام هذا الحق قي الممارسة وقد أعلن الدستور الاتحادي الإسلام كدين رسمي للدولة. لم تحدث أية تغييرات في أوضاع احترام الحرية الدينية.

## وثيقة الأخوة البشرية
في شهر فبراير 2019، استضافت الإمارات العربية المتحدة المؤتمر العالمي للأخوة الإنسانية الذي ينظمه مجلس حكماء المسلمين بهدف تفعيل الحوار حول التعايش والتآخي بين البشر وسبل تعزيزه عالميًا، يهدف المؤتمر حسب قادته إلى التصدي للتطرف الفكري وسلبياته وتعزيز العلاقات الإنسانية وإرساء قواعد جديدة لها بين أهل الأديان والعقائد المتعددة، تقوم على احترام الاختلاف. تزامن المؤتمر مع الزيارة المشتركة للإمام الأكبر الدكتور أحمد الطيب شيخ الأزهر والبابا فرنسيس بابا الكنيسة الكاثوليكية إلى دولة الإمارات. شهد توقيع الوثيقة أكثر من 400 من قيادات وممثلي الأديان وشخصيات ثقافية وفكرية من مختلف دول العالم.